# Biblia Karola XII
Biblia Karola XII (szw. Karl XII:s bibel, pełna nazwa: BIBLIA, Thet är All then Heliga Skrift På Swensko; Efter Konung CARL then Tolftes Befalning) – druga rewizja przekładu Biblii Gustawa Wazy z 1541, wykonana na zlecenie króla Szwecji Karola XI i ukończona za panowania jego syna Karola XII. Nowe wydanie Biblii wydrukowano w 1703.

## Wcześniejsze przekłady Biblii na język szwedzki
Pierwszych przekładów fragmentów Biblii na język szwedzki dokonywano w średniowieczu, głównie na potrzeby szwedzkich zakonnic, dlatego do tłumaczenia wybierano przede wszystkim te księgi, w których były wzmianki o kobietach. Przetłumaczono wówczas Księgi Mojżesza, Jozuego, Sędziów, Rut, Estery, Judyty, Machabejskie, Dzieje Apostolskie, Apokalipsę św. Jana oraz apokryficzną Ewangelię Nikodema.
Pierwszego przekładu całej Biblii na język szwedzki dokonano za panowania Gustawa Wazy na zlecenie króla, a źródłem przekładu była Biblia Lutra. W 1526 wydano drukiem przekład Nowego Testamentu. Autorami tłumaczenia byli Laurentius Andreæ i Olaus Petri. Prace nad przekładem całej Biblii zostały ukończone w 1541 przez komisję, której przewodniczył brat Olausa Petriego – Laurentius. Biblia Gustawa Wazy, z drobnymi zmianami, była obowiązującym tekstem Pisma Świętego w Kościele Szwecji do 1917. W międzyczasie dokonano dwukrotnie rewizji tekstu. Po raz pierwszy zmian w Biblii dokonano w 1618 na zlecenie króla Gustawa II Adolfa, wprowadzając drobne poprawki językowe, głównie w celu uzyskania większej przejrzystości tekstu, dla ułatwienia lektury każdemu czytelnikowi. W wydaniu pojawiły się również nowe ilustracje. Biblię z 1618 wydrukowano pod tytułem Biblia, Thet är: All then Helgha Scrifft, På Swensko. Effter förre Bibliens Text, oförandrat. Współcześnie to wydanie Pisma Świętego nazywa się „Biblią Gustawa II Adolfa” (szw. Gustav II Adolfs bibel).

## Propozycja nowego przekładu
Jeszcze w XVI wieku pojawiła się krytyka przekładu Biblii z 1541, zarówno egzegetyczna, jak i językowa. Główni teologowie uważali jednak, że należy zachować przekład, gdyż był dokonany na podstawie autorytatywnej Biblii Lutra. Również w XVII wieku wszystkie inicjatywy prowadzące do nowego tłumaczenia napotykały na zdecydowany opór konserwatywnych teologów.
W 1685 Karol XI podjął decyzję o rozpoczęciu prac nad nowym przekładem Biblii. Najpierw tłumaczeniem zajęli się arcybiskup Olof Svebilius i ówczesny biskup Skary Haquin Spegel, a 8 lipca 1691 rozpoczęła prace komisja biblijna pod przewodnictwem biskupa Strängnäs Erika Benzeliusa, w skład której weszli również Jesper Swedberg, profesor teologii Israel Kolmodin i orientalista Magnus Rönnow.
Na początku 1693 prace komisji zostały zatwierdzone, jednak konserwatywny Erik Benzelius notorycznie opóźniał ich zakończenie. Gdy jesienią 1695 Karol XI zwołał do Sztokholmu biskupów, Benzelius odciął się od odpowiedzialności za prace komisji i poinformował, że nie ma zamiaru przyłożyć ręki do nowego tłumaczenia Biblii. Większość biskupów podzieliła zdanie Benzeliusa i zaproponowano rewizję wcześniejszego przekładu Pisma Świętego zamiast nowego tłumaczenia. Król przychylił się do tej propozycji, w związku z czym prace nad nowym przekładem Biblii zostały zawieszone.

## Nowe wydanie
Karol XI zmarł 5 kwietnia 1697, a na szwedzkim tronie zasiadł jego syn Karol XII. Jednocześnie powrócił temat nowego wydania Biblii. 30 listopada 1698 arcybiskup Olof Svebilius został zobowiązany do przyspieszenia prac nad nową edycją Biblii, którą miała cechować poprawność języka szwedzkiego przy jednoczesnym zachowaniu pierwowzoru tłumaczenia. Pracom nad tym wydaniem nadal przewodniczył Erik Benzelius, który 5 maja 1699 uzyskał od króla pozwolenie na wydrukowanie Biblii w formacie folio zamiast, jak wcześniej planowano, quarto. Tym samym odrzucono pomysł, żeby nowe wydanie Biblii miało charakter tymczasowy.
Biblię wydrukowano w 1703, a pierwszy nakład wyniósł 4 tys. egzemplarzy. Zachowano pierwotne tłumaczenie z 1541 wraz z poprawkami z 1618, dokonując jedynie niezbędnych zmian stylistyczno-językowych. Nowością było dodanie wielu informacji uzupełniających w formie adnotacji, odnośników równoległych i różnego rodzaju rejestrów. W oddzielnej sekcji opisano wyrażenia, które już wyszły z użycia w języku szwedzkim.
Biblia Karola XII zastąpiła wcześniejszą rewizję i była oficjalnym wydaniem Pisma Świętego w Szwecji do 1917, gdy ukończono trwające 144 lata prace nad nowym przekładem „Biblii Kościelnej 1917” (1917 års kyrkobibel), zwanej również „Biblią Gustawa V”.